# Kys min bror
Kys min bror er en kortfilm instrueret af Rasmus Kloster Bro efter manuskript af Rasmus Kloster Bro, Jakob Katz.

## Handling
I sin kørestol, forklædt som kampvogn, tager Lasse til nytårsfest hos pigen, han er vild med. Lasses storebror Simon er med som handicaphjælper. Da Lasse får chancen for at være alene med sin pige, starter en akavet kamp mellem de to brødre.

## Medvirkende
- Rasmus Broberg - Lasse
- Kenneth M. Christensen - Simon
- Sidse Mickelborg - Rikke